# Kamill Resler
Kamill Resler (23. prosince 1893, Pardubice – 11. července 1961, Praha) byl český právník a knihomil.

## Život

### Dětství a studia
Narodil se v rodině berního oficiála Josefa Reslera a jeho ženy Antonie, rozené Boháčové z Ochoze u Nasavrk. Byl nejstarší ze tří dětí. Vyrostl v Pardubicích a v Nasavrkách. Rodina se později přestěhovala do Prahy, kde Kamill navštěvoval nejprve hudební školu Aloise Příhody a později humanistické gymnázium v Hálkově ulici na Vinohradech (dnes Londýnská). Zde byli jeho spolužáky a přáteli: budoucí malíř a grafik Vratislav Hugo Brunner, novinář, vydavatel a anarchista Michael Kácha, spisovatel Karel Toman. Jejich prostřednictvím se seznámil s okruhem umělců kolem S. K. Neumanna. V Sokole se seznámil se stejně starým Josefem Scheinerem, synem významného právníka a vlastence JUDr. Josefa Scheinera, budoucího starosty Sokola. Maturitu složil v roce 1912. Dále absolvoval jednoroční abiturientský kurs Českoslovanské obchodní akademie v Praze v Resslově ulici  a pracoval jako finanční revizor.

### První světová válka a počátek Československa
Po vypuknutí první světové války narukoval do Vídně. Absolvoval školu pro důstojníky a jako velitel kulometné roty "bosanských jegerů" působil u bosenského pluku. Celkem strávil v armádě čtyři roky a dva měsíce, z toho osm a půl měsíce na frontě. Zde onemocněl malárií a sedmnáct měsíců se léčil v nemocnici. Dále působil jako velitel střelnice a muničního skladu.
V roce 1917 se zapsal na právnickou fakultu Karlovy univerzity v Praze. Při vzniku Československé republiky byl nápomocen Josefu Scheinerovi při organizaci strážní a vojenské služby. Poté vstoupil do československé armády. V roce 1919 jako nadporučík dobrovolnického pluku Stráž svobody odjel na Slovensko, kde by těžce zraněn u Komárna v bojích proti Maďarské republice rad. Tříštivý průstřel levé nohy způsobil jeho invaliditu. JUDr. Josef Scheiner mu nabídl práci ve své advokátní kanceláři. Během rekonvalescence dokončil v roce 1920 právnickou fakultu a až do roku 1924 zde pracoval jako advokátní koncipient. V rámci působení v kanceláři Josefa Scheinera byl rovněž vyslán do Staré Říše na Moravě, aby zabránil finančnímu krachu Josefa Floriana. Zde se mimo jiné seznámil s Anastázem Opaskem.

### Vlastní advokátní kancelář
V roce 1924 se oženil s Libuší Donátovou. Téhož roku založil vlastní advokátní kancelář. Obhajoval řadu levicových umělců (Michael Kácha, Antonín Bouček, Josef Hora, Jan Hořejší, Xena Longenová, Jindřich Štyrský, Franta Sauer, František Halas) a organizací (Federace dělnických tělocvičných jednot, 1923). Jeho klienty byli vydavatelé Václav Petr a Rudolf Škeřík. V roce 1925 zajistil Kamille Neumannové úvěr, na jehož základě mohla obnovit vydavatelskou činnost. Byl dlouholetým advokátem Stanislava Kostky Neumanna, typografa Viléma Kohouta, který zhotovoval falešné pasy pro členy KSČ, nebo MUDr. Arnošta Dvořáka, svého staršího přítele z války, žalovaného v roce 1930 za to, že jako lékař neoprávněně uznal čtyři brance neschopnými vojenské služby. Zabýval se rovněž pozůstalostním řízením (Karel Holan, Jindřich Hořejší, Jindřich Štyrský) a spory o autorská práva (Franz Kafka, Jaroslav Vrchlický).
V roce 1936 převzal obhajobu ředitele německého úvěrového ústavu dr. Kiesewettera obviněného ze zločinů proti ČSR. Díky jeho obhajobě byla žaloba stažena. Následně vedl řadu sporů s novinami Telegraf, A-Zet, České slovo, Národní listy, Polední list a Expres za jejich útoky. Dalším následkem tohoto soudního sporu bylo Reslerovo vyloučení ze Sokola, protože „sokolové-advokáti obžalované z činů protistátních obhajovati nemohou“.

### Knihomil
Jeho kancelář v ulici Na Zderaze 11 byla rovněž kulturním salónem. Scházeli se zde například František Halas, Jaroslav Seifert, Vladimír Holan, Miroslav Epl, František Hrubín, Josef Hora, Hanuš Jelínek, Pravoslav Kotík, František Kobliha, překladatel Emanuel Frynta, karikaturista a blízký přítel František Bidlo, malíř a grafik Karel Holan, ilustrátorka a malířka Ludmila Jiřincová nebo grafik a ilustrátor Václav Mašek.
Jeho vlastní publikační činnost vedle odborných publikací z právnického oboru obsahovala biografie představitelů české knižní avantgardy (Michael Kácha, Karel Janský), ale i bibliografii díla vydavatele a katolicky orientovaného překladatele a publicisty Josefa Floriana a prvních vydání Máchova Máje. Prvním soukromým tiskem byla poezie Konstantina Biebla Modré stíny. V roce 1938 připravil k vydání básně na obranu republiky K poctě zbraň praporu, kterou až po válce vydal Václav Petr. Rovněž krásně vybavená kniha básní Libuše Jíchové Insomnia s kresbami Jana Konůpka, byla protektorátní cenzurou zakázána. Byl rovněž zanícený a zasvěcený sběratel a bibliofil.
V jeho kanceláři rovněž působila Erna Janská, která vydávala pro svého muže Karla Janského edici bibliofilií Hyperion.
Kamill Resler vybudoval obsáhlou knihovnu, ve které shromáždil mimo jiné mimořádnou sbírku knih a tiskovin z dějin anarchistického hnutí v Čechách a z oboru černé magie.

### Nacistická okupace
I po okupaci Československa vedl jako žalobce procesy proti Vlajce, skupině ANO (Akce národní obrody), JUDr. Hübschmannovi, Janu Rysovi–Rozsévači. Na druhou stranu obhajoval řadu židovských a levicových vězňů (MUDr. Bohuslav Vrbenský, Stanislav Neumann (herec), František Bidlo a mnoho dalších). Oběti a jejich rodiny rovněž podporoval finančně. Kvůli této činnosti byl vyšetřován gestapem.
Během druhé světové války se účastnil protinacistického odboje. Spolupracoval s Jiřím Sedmíkem, po jeho zatčení s Přípravným národním revolučním výborem. Během Pražského povstání předával cenné zprávy České národní radě.

### Po osvobození
Po osvobození působil jako obhájce ex offo u Národního soudu a Mimořádného lidového soudu při procesech s protektorátními činiteli (generál četnictva Otto Bláha, Richard Bienert, Jiří Stříbrný, Jiří Havelka, Jan Kapras). 16. března 1946 byl na přímý příkaz ministra spravedlnosti Prokopa Drtiny ustanoven obhájcem K. H. Franka. Poprvé se s Frankem setkal v pankrácké věznici 19. března 1946 a strávil s ním celou dobu dnů od přípravy procesu až po čekání na výkon trestu smrti (celkem 44). O tomto soudním procesu vydal vzpomínky. Tento proces mu později způsobil mnoho problémů. Byl nazýván „Ďáblovým advokátem“ (advocatus diaboli) a „poslední obětí K. H. Franka“.

### Po Únoru 1948
Po roce 1948 pracoval v Ústředí české advokacie. Stal se členem Spolku českých bibliofilů a Literárně-vědní společnosti při ČSAV. Otiskl řadu statí o českém anarchistickém hnutí, redigoval bibliofilské časopisy, překládal (plynně ovládal několik jazyků: latinu, řečtinu, němčinu, italštinu, francouzštinu, angličtinu a srbochorvatštinu). Přeložil například: Edgar Allan Poe: Havran, básně Rilkeho a Heineho. Roku 1951 organizoval knihovnu pro Ústředí advokátních poraden. Roku 1960 zpracoval z pověření Památníku národního písemnictví svozy ze zámeckých knihoven pro Knihovnu Národního muzea v Praze (zámek Hořovice a hrad Křivoklát). V té době pobíral vojenský důchod 30 Kčs, vedle toho obdržel po odpracování tzv. náhradní doby (byl pojištěn u soukromé pojišťovny) běžný civilní důchod.
Jeho zdravotní stav se ale zhoršoval a Kamill Resler zemřel 11. července 1961.

## Dílo

### Pseudonymy
Používal pseudonymy a šifry: Branald (v anarchistickém časopisu Mladý průkopník), Jordán, Karel Rojar, K. Donát, K.R., K.R-r, K.V.R.

### Spisy

#### Spisovatel a editor
- Hlas z hluku zalehlý (soukromý tisk, Kamill Resler, 1938) - výbor básní z let 1936-1938
- Grafik Rajon : říjen 1905 - červen 1940, Praha : Kamil Resler, 1940 - bibliofilie, zvláštní otisk z časopisu "Bibliofil", ročník 17, sešity 4-5
- Michael Kácha, průkopník krásné české knihy, Praha : Kamill Resler, 1941 - na památku Michaela Káchy k výročí jeho smrti v Praze 12. května 1940, Praha : Kamill Resler, 1941
- Padesát let Karla Janského : příspěvek k dějinám krásné české knihy, Praha : Klub nakladatelů Kmen, 1941 - bibliofilie
- Původská práva po Jaroslavu Vrchlickém : 1912-1942, Praha : Typus, 1942] - Zvláštní otisk z časopisu Právní prakse č. 9-10, roč. 6., str. 270-287
- K poctě zbraň praporu! : 21. květen, 21., 23. a 30. září 1938 : Berchtesgaden, Godesberg, Mnichov v tvorbě českých básníků, výbor z básní o osudu Československa v roce 1938, Praha : Václav Petr, 1945
- Grafika pro Jana Žižku, Praha : J. Picka, 1947 - Popisný seznam tvorby Jana Konůpka pro sběratele Jana Žižku, bibliofilie
- Vzdor Antonína Boučka, vzpomínka na Antonína Boučka, 1947[12]
- Sborník na památku Karla Dyrynka, knihtiskaře, tvůrce písem, knihomila a člověka, uspořádal Kamill Resler, Praha : Československý spisovatel, 1951, bibliofilie
- Stanislav Kostka Neumann: Výkřiky, časopis na pohlednicích, Marginálie 24, 1951
- Buřiči a Stříbrný vítr : Křižovatky díla Fráni Šrámka, Praha : Československý spisovatel, 1952, bibliofilie
- Fráňa Šrámek: V boj : Revoluční písně z let 1901-1906, uspořádal Kamil Resler a Libor Knězek, Praha : Československý spisovatel, 1953, bibliofilie
- Jan Červenka: Stará zvonice ; Připravuji se na cestu, Praha : 1958

#### Vydavatel
- Konstantin Biebl: Modré stíny, (soukromý tisk, Kamill Resler, 1926)
- Vratislav Hugo Brunner: Dobrodružství na Sahaře (soukromý tisk, Kamill Resler, 1928)
- Josef Hora: Máchovské variace (soukromý tisk, Karla Mašková : Karel Pavelka : Kamill Resler, 1937)

Literární pozůstalost Kamilla Reslera je uložena v literárním archivu Památníku národního písemnictví .